# Alcolea de Calatrava (kommunhuvudort)
Alcolea de Calatrava är en kommunhuvudort i Spanien.   Den ligger i provinsen Provincia de Ciudad Real och regionen Kastilien-La Mancha, i den centrala delen av landet, 160 km söder om huvudstaden Madrid. Alcolea de Calatrava ligger 653 meter över havet och antalet invånare är 1 634.
Terrängen runt Alcolea de Calatrava är platt åt nordost, men åt sydväst är den kuperad. Runt Alcolea de Calatrava är det ganska tätbefolkat, med 120 invånare per kvadratkilometer. Närmaste större samhälle är Ciudad Real, 16,1 km öster om Alcolea de Calatrava. Trakten runt Alcolea de Calatrava består till största delen av jordbruksmark.